# Teodoro (mestre dos ofícios)

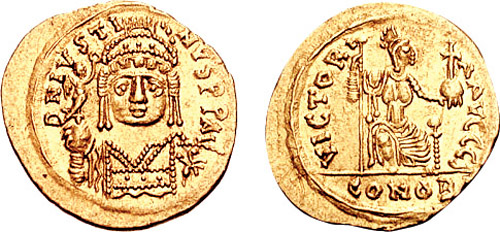
Soldo de r.

Teodoro (em latim: Theodorus), conhecido como Condóceres (κονδοχέρης) e Ztonúmio (Ζτονούμιος), foi um oficial bizantino do século VI que esteve ativo durante o reinado dos imperadores Justiniano (r. 527–565) e Justino II (r. 565–578).

## Vida
Nativo de Solacão, na Mesopotâmia, era filho do patrício Pedro e talvez parente do cônsul homônimo. Aparece pela primeira vez no final de 560, durante os tumultos de Constantinopla causados pelos rumores da morte de Justiniano. À época, Eugênio alegou que ele pretendia conspirar para tornar-se imperador, porém logo estas acusações foram vistas como infundadas. Mais adiante, em março de 562, Teodoro é novamente citado quando reprimiu motim de certos estudiosos da Trácia, que foram transferidos à Ásia Menor.
Em sucessão de Anastácio de Samaria, foi nomeado no início do tempo de Justino II ao ofício de mestre dos ofícios. Apesar da data de sua nomeação ser incerta, é possível que ocorreu em 566. Outro ofício ao qual também foi nomeado em data incerta é o de conde das sagradas liberalidades. Em 576, quando já não exercia a função de mestre, foi nomeado patrício e envolveu-se numa embaixada ao Império Sassânida, na qual encontrou, junto de Pedro, João, Eudemão e Zacarias, o oficial Mebodes perto de Dara, na Mesopotâmia; possivelmente Teodoro foi o chefe da embaixada. Ela perdurou por um ano e nenhuma resolução foi alcançada.